# Dave Schultz (réalisateur)
Pour les articles homonymes, voir Dave Schultz et Schultz.
Dave Schultz, né en 1963 à Winnipeg, est un scénariste et réalisateur canadien.

## Biographie
Il poursuit des études au Southern Alberta Institute of Technology et au Mount Royal College à Calgary. Il rédige plusieurs scénarios pour des téléfilms. Il est scénariste et producteur des films qu'il réalise.

## Filmographie
Réalisateur
- 2012 : Rufus
- 2008 : 45 R.P.M.
- 2001 : Jet Boy

Scénariste
- 2017 : The Humanity Bureau de Rob King